# Udlændingestyrelsen
55°41′37.99″N 12°34′10.35″Ø / 55.6938861°N 12.5695417°Ø
Udlændingestyrelsen er en styrelse under Udlændinge- og Integrationsministeriet, der i sin nuværende form har eksisteret siden februar 2012, og som har ansvaret for at behandle ansøgninger om asyl, opholdstilladelse samt ansøgninger om visum.
Styrelsen har tidligere heddet Direktoratet for Udlændinge, Fremmedpolitiet og tidligere også Udlændingestyrelsen, men efter en række uheldige sager ændrede daværende integrationsminister Rikke Hvilshøj navnet til Udlændingeservice i 2007, hvilket af kritikere blev opfattet som et udtryk for nysprog idet styrelsen blandt andet også nægter udlændinge fast ophold i Danmark. Historisk har styrelsen hørt til under Justitsministeriet, men i 2000'erne var den underlagt Ministeriet for Flygtninge, Indvandrere og Integration.
I forbindelse med en større omlægning af centraladministrationen i kølvandet på regeringsskiftet i 2011 blev styrelsens område opdelt i to, hvor det beskæftigelsesrettede område (au pair-, arbejds- og studietilladelser) blev flyttet til den nyoprettede Styrelsen for Arbejdsmarked og Rekruttering under Beskæftigelsesministeriet.